# Ste-Foy (Conches-en-Ouche)

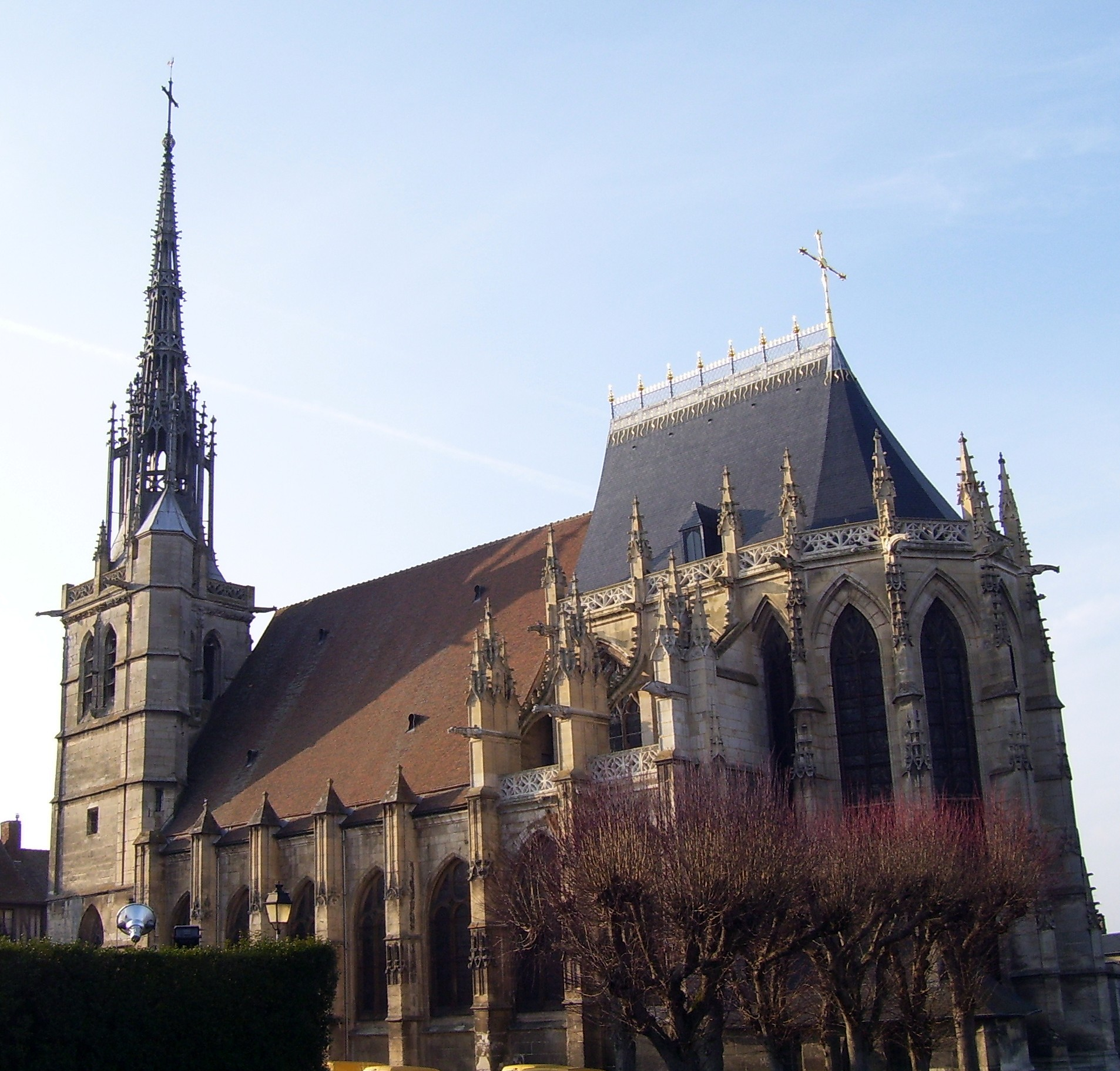
Pfarrkirche Sainte-Foy

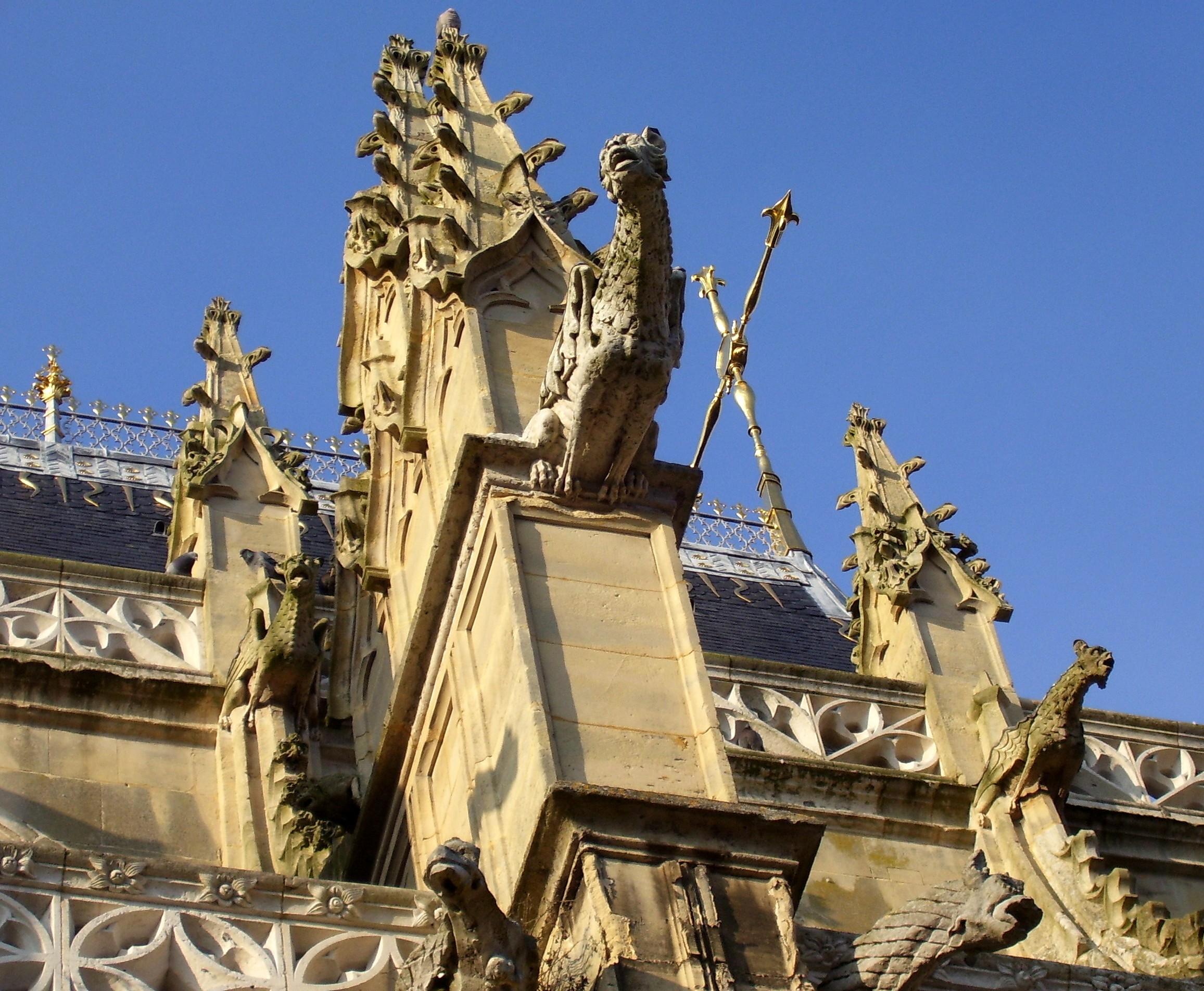
Wasserspeier

Die katholische Pfarrkirche Sainte-Foy in Conches-en-Ouche, einer Stadt im Département Eure in der französischen Region Normandie, wurde im 16. Jahrhundert an der Stelle mehrerer Vorgängerbauten im Stil der Flamboyant-Gotik errichtet. Die Kirche ist der heiligen Fides von Agen (Foy) geweiht, die zu Beginn des 4. Jahrhunderts in Agen den Märtyrertod erlitt und seit dem 9. Jahrhundert in der Abteikirche Sainte-Foy in Conques verehrt wird. In der Kirche sind zahlreiche Bleiglasfenster aus dem 16. Jahrhundert erhalten. Im Jahr 1840 wurde die Kirche als Monument historique in die Liste der Baudenkmäler (Base Mérimée) in Frankreich aufgenommen.

## Geschichte
Im Jahr 1034 brachte Roger de Tosny aus Conques Reliquien der heiligen Fides von Agen nach Conches-en-Ouche. Die Kirche, in der sie aufbewahrt wurden, erbaute man im Laufe der Jahrhunderte mehrfach neu. Die heutige Kirche wurde größtenteils im 16. Jahrhundert errichtet. Der Turm an der Südseite geht auf das frühe 16. Jahrhundert zurück, sein Portal wird um 1500 datiert. Chor und Langhaus entstanden in den Jahren 1530 bis 1540. Um 1620 wurde die Kapelle unter dem Nordturm erneuert.

## Bleiglasfenster
- Obere Chorfenster: Passion Christi

| Die oberen Chorfenster stellen Szenen aus der Leidensgeschichte Jesu dar. Sie wurden großenteils um 1535 nach Stichen von Albrecht Dürer in Gisors in der Werkstatt von Romain Buron, einem Schüler von Engrand Leprince, hergestellt. |

- Untere Chorfenster: Szenen aus dem Leben der heiligen Fides

|  | Die unteren Chorfenster schildern Episoden aus dem Leben der heiligen Fides und ihr Martyrium. |

- Fenster 7: Madonna mit Kind

| Das Fenster aus der Zeit um 1540 wird Romain Buron zugeschrieben. Die Madonna mit Kind im Zentrum ist eingebettet in eine antikisierende Architekturkulisse nach einem Stich von Marcantonio Raimondi. Die linke Lanzette schildert eine Kampfszene, rechts trauert eine Familie um ihr Kind. Auf den unteren Scheiben flehen Männer und Frauen, in der Mitte Würdenträger der Kirche, zu Maria. |

- Fenster 10: Einsetzung der Eucharistie

| Thema des Fensters ist die Einsetzung der Eucharistie, umgeben von den Evangelisten Johannes (links) und Lukas (rechts). In den Scheiben des Maßwerks ist die Begegnung Abrahams mit Melchisedech dargestellt. Links unten knien der Stifter und sein Sohn unter dem Schutz ihrer Patrone, dem Apostel Petrus und dem französischen König Ludwig dem Heiligen. Der rechte untere Teil wird von der Stifterin, ihrer Tochter und einer Schutzpatronin mit Märtyrerpalme eingenommen. |

- Fenster 11: Maria mit ihren Symbolen

| Das dreibahnige Fenster wird um 1540 datiert und Romain Buron zugeschrieben. Auf allen drei Lanzetten sind Engel, Spruchbänder und Mariensymbole dargestellt. Die mittlere Lanzette nimmt Maria ein, sie hat ihre Hände gefaltet und ist in ein kostbares Gewand gekleidet, im Dreipass sieht man Gottvater. |

- Fenster 12: Abendmahl

Auf dem Fenster ist das letzte Abendmahl nach einem Stich von Marcantonio Raimondi dargestellt. Aus der Inschrift geht hervor, dass das Fenster 1546 von Louis Duval-Martel gestiftet wurde. Die unteren Scheiben zeigen den Leichnam des Stifters auf seinem Grab liegend, daneben kniet die trauernde Gemahlin. In der mittleren Scheibe des Maßwerks ist das Stifterwappen abgebildet.
|  | Jesus und Apostel, Wappen |

- Fenster 14: Christus in der Kelter

| Das Fenster aus der Zeit um 1552 wurde beim Einsturz des Glockenturms im Jahr 1842 beschädigt. In der mittleren Lanzette wird Christus in der Kelter dargestellt, sein Blut wird von einem großen Holzbottich aufgefangen. Auf der linken Seite wendet sich der Stifter Jean Le Teillier des Ébrieux mit zwölf männlichen Mitgliedern seiner Familie dem Geschehen zu, rechts knien seine Gemahlin und seine sechs Töchter. In der Szene rechts oben wird ein Holzfass auf einem Karren transportiert, in den Adler, geflügelter Mensch, Stier und Löwe, die Symbole der Evangelisten, eingespannt sind. In der mittleren Scheibe des Maßwerks ist Gottvater dargestellt. |

- Fenster 15: Triumph Marias

| Das Fenster wurde 1553 von Pierre de Coudray und seiner Gemahlin Jeanne de Croixmare gestiftet. Die Darstellung der rechten Lanzette ist von der Offenbarung inspiriert und zeigt Maria, die auf einem antiken Wagen sitzt, der den Drachen überrollt. Im Hintergrund sieht man einen Obelisken, davor ein herrschaftliches Portal mit der Inschrift „PALAIS VIRGINAL“ (Palast der Jungfrau). Auf der mittleren Lanzette sind die sieben Tugenden vor einem Kuppelbau mit der Inschrift „TEMPLE D'HONNEUR“ (Tempel der Ehre) dargestellt. Unter einer Nische an der Fassade des Gebäudes ist die Jahreszahl 1553 zu lesen. Die weiblichen Figuren auf der rechten Lanzette symbolisieren die Artes Liberales, die Sieben freie Künste. Sie stehen vor einem Gebäude, das von hohen Pfeilern und Säulen getragen wird und mit der Inschrift „Palais de Jesse“ (Palast Jesses) versehen ist. Im Vordergrund sind Jesse und die Könige Judas dargestellt. |

- Fenster 16: Aufsammeln des Mannas in der Wüste

|  | Stifter, Detail Alle drei Lanzetten sowie die Scheiben des Maßwerks sind dem Aufsammeln des Mannas in der Wüste gewidmet. Das Fenster wird um 1550 datiert. |

- Fenster 17: Darstellung des Herrn

| Das Fenster stammt vermutlich aus der Werkstatt von Laurent Marchant in Paris, dem Nachfolger von Jean Chastellain, und wird um 1550 datiert. Es stellt die Präsentation Jesu im Tempel dar. Das Maßwerk nimmt die Episode der Präsentation Marias im Tempel auf. |

- Fenster 19: Madonna mit Stiftern

Dieses Fenster wurde um 1508/10 von Guillaume Toustain de Frontebosc und seiner Gemahlin Anne de Croixmare gestiftet. Es stammt noch aus der Vorgängerkirche und wird dem Glasmaler Arnoud de Nimègue zugeschrieben. In der Mitte thront Maria mit dem Jesuskind auf dem Arm. Auf den seitlichen Lanzetten sind die Schutzpatrone der Stifter, links der heilige Hadrian von Canterbury und rechts der heilige Romanus dargestellt, darunter knien die Stifter. 
|  | Stifter |

- Fenster 20: Johannes der Täufer

| Das Fenster wurde in den Jahren 1500 bis 1510 für die Vorgängerkirche geschaffen. Es stellt Szenen aus dem Leben des Johannes des Täufers dar, in der Mitte die Taufe Jesu. Auf der linken Lanzette, unter der Szene der Predigt von Johannes dem Täufer, knien Stifterfiguren, auf der rechten Lanzette verweist Johannes auf Jesus. |

## Orgel
Die Orgel wurde 1863 von dem Orgelbauer M. Duchatelier erbaut. Im Laufe der Zeit wurde das Instrument mehrfach restauriert. 2010 wurde die Orgel von den Orgelbauern Boisseau und Gaborit rekonstruiert. Das Instrument hat 25 Register auf drei Manualwerken und Pedal. Das Manualwerk Récit umfasst 44 Töne. Die Trakturen sind mechanisch.
| I Grand Orgue C–g3 |    |
| Montre             | 8′ |
| Bourdon            | 8′ |
| Prestant           | 4′ |
| Doublette          | 2′ |
| Plein Jeu II-VII   |    |
| Trompette          | 8′ |
| Clairon            | 4′ |

| II Positif C–g3 |        |
| Bourdon         | 8′     |
| Flute ouverte   | 4′     |
| Doublette       | 2′     |
| Nazard          | 2 ⁄3′  |
| Tierce          | 1 3⁄5′ |
| Plein Jeu II-V  |        |
| Cromorne        | 8′     |

| III Récit c0–g3  |    |
| Bourdon          | 8′ |
| Flute a cheminée | 4′ |
| Cornet III       |    |
| Chamade          | 8′ |
| Hautbois en bois | 8′ |
| Tremblant doux   |    |

| Pedal C–f1 |     |
| Soubasse   | 16′ |
| Flute      | 8′  |
| Trompette  | 8′  |

- Koppeln: II/I, III/I, I/P, II/P, III/P (Superoktavkoppel)